# Nulato (Alaska)
Nulato ist eine kleine Stadt im Yukon-Koyukuk Census Area des US-Bundesstaats Alaska. Beim United States Census 2019 hatte sie 243 Einwohner mit einem Indianer-Anteil von knapp 93 %.
Nulato liegt am rechten Flussufer des Yukon nördlich der Mündung des Nulato Rivers am Fuß der Nulato Hills, 53 km westlich von Galena. Auf der gegenüberliegenden Seite des Flusses befindet sich das Innoko National Wildlife Refuge.

## Geschichte
Die Koyukon, eine Gruppe der Athabasken, hatten in der Region der heutigen Siedlung Lagerstellen, die sie verließen, wenn sie Tierherden auf deren Wanderungen folgten. Zwischen Koyukuk und Nowitna River gab es mehrere Plätze, die zum Fischen im Yukon genutzt wurden. 
In Nulato fand vor dem Eintreffen der ersten Europäer Handel zwischen den Koyukon und den am Kobuk River beheimateten Inupiat statt. 1838 errichtete der russische Entdecker Pjotr Wassiljewitsch Malachow einen Handelsposten. Dann gründete dort der Hauptverwalter der Russländisch-Amerikanischen Kompagnie Arvid Adolf Etholén  einen Militärposten.
Nach dem Kauf Alaskas von Russland errichtete das US-Militär eine Telegraphenleitung entlang der Nordseite des Yukon. Der Goldrausch von 1884 brachte neue Krankheiten in die Region und kostete viele Indianer das Leben. 1887 wurden eine Missionsstation und eine Schule errichtet. Eine Masernepidemie reduzierte 1900 die Bevölkerung um ein Drittel.
1900 erreichte der Dampfschiffverkehr auf dem Yukon mit 46 Schiffen pro Tag seinen Höhepunkt. Nulato diente als Versorgungsstelle für Feuerholz.
Die Goldsucher verließen den Yukon 1906 Richtung Fairbanks und Nome. 1919 begann Bleibergbau im benachbarten Galena.
Seit 1963 hat Nulato das Stadtrecht. 1981 wurde 3 km vom ursprünglichen Ortskern entfernt zusätzliches Bauland erschlossen.
Nulato wechselt sich mit Kaltag bei der Veranstaltung des jährlichen Stick Dance Festivals ab, bei dem sich Menschen aus der Region versammeln, um mit Tänzen den Verstorbenen zu gedenken.